# Spoorlijn Köln Eifeltor - Köln Hafen
De spoorlijn Köln Eifeltor - Köln Hafen is een Duitse spoorlijn en is als spoorlijn 2644 onder beheer van DB Netze.

## Geschiedenis
Het traject werd door de Preußische Staatseisenbahnen geopend op 5 april 1910.  

## Treindiensten
De lijn is alleen in gebruik voor goederenvervoer.

## Aansluitingen
In de volgende plaatsen is of was er een aansluiting op de volgende spoorlijnen:
Köln Eifeltor
DB 2640, spoorlijn tussen Köln West en Hürth-Kalscheuren
DB 2643, spoorlijn tussen Köln Eifeltor en Köln Bonntor
Köln Bonntor
DB 2641, spoorlijn tussen Köln Süd en Köln-Kalk Nord
DB 2642, spoorlijn tussen Köln Süd en Köln Bonntor
DB 2643, spoorlijn tussen Köln Eifeltor en Köln Bonntor
Köln Hafen
DB 9260, spoorlijn tussen Köln Hohenzollernbrücke en Bonn

## Elektrificatie
Het traject werd in 1962 geëlektrificeerd met een wisselspanning van 15.000 volt 16⅔ Hz.